# Mokrsko Dolne
Mokrsko Dolne est une localité polonaise de la gmina de Sobków, située dans le powiat de Jędrzejów en voïvodie de Sainte-Croix.